# Carl Pokorny
Carl Robert (CR) Pokorny [på'kårni], född 27 september 1894 i Wien, död 1 maj 1988, var en österrikisk-svensk jurist (juris doktor) och journalist. Han var verksam som börskommentator vid Göteborgs Handels- och Sjöfartstidning från 1920 till 1965, vid Veckans Affärer 1965 till 1979, redaktör för Tidskrift för Företagsekonomi 1963 till 1982 och kolumnist för Företagaren 1955 till 1981.